# دينو توبمولر
دينو نيكولاس توبمولر (مواليد 23 نوفمبر 1980) هو مدرب كرة قدم  ولاعب سابق. مدرب فرانكفورت الحالي

## مسيرته التدريبية
في يونيو 2016 ، أصبح توبمولر مدرباً لنادي إف91 دوديلانج، بعد أن اصطحبهم إلى مراحل المجموعات في الدوري الأوروبي للمرة الأولى في تاريخ النادي في 2018-19. صنع هذا العمل الفذ التاريخ في تاريخ كرة القدم في لوكسمبورغ، حيث لم يكن النادي فقط الفريق الأول الذي تأهل على الإطلاق في مراحل المجموعات في أي مسابقة أوروبية، ولكنهم تمكنوا أيضًا من الحصول على نقطة. انضم إلى فريق فيرتون البلجيكي بعد ذلك الموسم، بعد أن أمضى فترة قصيرة معهم قبل أن يقيله النادي بعد موسم واحد فقط. 
في 20 يوليو 2020، أصبح مساعد مدرب مع يوليان ناغلسمان في آر بي لايبزيغ.  في 18 يونيو 2021، تبع المدرب ناغلسمان ليكون مساعده في بايرن ميونيخ. 

## حياته الشخصية
هو نجل كلاوس توبمولر.  سمي على اسم دينو زوف.